# Canton de Dompierre-sur-Besbre
Le canton de Dompierre-sur-Besbre est une circonscription électorale française située dans le département de l'Allier et la région Auvergne-Rhône-Alpes.
À la suite du redécoupage cantonal de 2014, les limites territoriales du canton sont remaniées. Le nombre de communes du canton passe de 9 à 32.

## Géographie
Ce canton était organisé autour de Dompierre-sur-Besbre dans l'arrondissement de Moulins. Son altitude varie de 207 m (Diou) à 307 m (Saligny-sur-Roudon) pour une altitude moyenne de 242 m.

## Histoire
À la suite du décret du 27 février 2014, la composition du canton a évolué pour les élections départementales de mars 2015.

## Représentation

### Conseillers généraux de 1833 à 2015
| Période | Période           | Identité                                 | Étiquette                  | Qualité |
| ------- | ----------------- | ---------------------------------------- | -------------------------- | --- |
| 1833    | 1839 (démission)  | Claude Desvernois (1799-1873)            |                            | Ancien sous-préfet de Lapalisse Propriétaire à Diou Elu en 1833 dans le Canton de Lapalisse                               |
| 1839    | 1848              | Claude Valleton (1804-1861)              |                            | Ancien avocat, conseiller d'arrondissement Conseiller à la Cour de Riom puis Procureur du Roi à Moulins                   |
| 1848    | 1850 (annulation) | François-Paul Landois (1796-1858)        |                            | Propriétaire à Diou |
| 1850    | 1870              | Gilbert Donjan-Bernachez (1793-1873)     |                            | Ancien commandant de la Garde Nationale Négociant à Moulins Propriétaire à Diou                                           |
| 1870    | 1871              | Jacques Pierre Durocher (1800-1882)      |                            | Notaire honoraire - Maire de Dompierre                                                                                    |
| 1871    | 1895 (décès)      | Benoît Gay (1833-1895)                   | Républicain                | Négociant et Maire de Diou                                                                                                |
| 1895    | 1910              | Charles Vertray (1854-1912)              | Rad.                       | Ancien capitaine du 104e régiment d'infanterie territoriale Propriétaire et Maire de Molinet, conseiller d'arrondissement |
| 1910    | 1922 (démission)  | Félix Turaud (1871-1966)                 | Rad. puis SFIO puis DVG    | Industriel (minotier) à Vaumas                                                                                            |
| 1922    | 1940              | Claude Beaupin (1864-1944)               | PC-SFIC puis PSC puis SFIO | Meunier et cultivateur à Saligny-sur-Roudon Maire de Dompierre-sur-Besbre (1919-?) Conseiller d'arrondissement            |
|         |                   |                                          |                            | |
| 1945    | 1967              | François Minard                          | SFIO                       | Agriculteur, syndicaliste agricole Maire de Monétay-sur-Loire, ancien conseiller d'arrondissement Sénateur (1962)         |
| 1967    | 1985              | Christine Jéhannot d'Huriel de Bartillat | Centriste puis UDF-PR      | Maire de Saligny-sur-Roudon (1959-1983)                                                                                   |
| 1985    | 2004              | François Colcombet                       | PS                         | Magistrat Député (1988-1993 et 1997-2002) Maire de Dompierre-sur-Besbre (1983-2008)                                       |
| 2004    | 2011              | Roland Fleury                            | PS                         | Pharmacien Maire de Molinet (2008-2014)                                                                                   |
| 2011    | 2015              | Pascal Vernisse                          | DVG                        | Technicien territorial Maire de Dompierre-sur-Besbre (2008-2020)                                                          |

### Conseillers d'arrondissement (de 1833 à 1940)
| Période                                  | Période          | Identité                                  | Étiquette         | Qualité |
| ---------------------------------------- | ---------------- | ----------------------------------------- | ----------------- | --- |
| 1833                                     | 1839             | Claude Valleton (1804-1861)               |                   | Ancien avocat, conseiller à la Cour de Riom                                                                 |
| 1839                                     | 1848             | Jean-Baptiste Auguste Méplain (1793-1869) |                   | Médecin à Saligny-sur-Roudon                                                                                |
|                                          |                  |                                           |                   | |
|                                          | 1882 (démission) | Jean Baptiste Landois                     |                   | Propriétaire à Diou                                                                                         |
| 1882                                     | 1895             | Charles Vertray (1854-1912)               | Républicain       | Ancien capitaine du 104e régiment d'infanterie territoriale, propriétaire et Maire de Molinet               |
| 1895                                     | 1904 (décès)     | Jean-Louis Jules Prud'homme (1828-1904)   |                   | Maire de Diou                                                                                               |
| 1904                                     | 1919             | Pierre Lucien Blanc (1857-1945)           | Radical           | Agriculteur, maire de Dompierre-sur-Besbre                                                                  |
| 1919                                     | 1922             | Claude Beaupin (1864-1944)                | SFIO puis PC-SFIC | Meunier et cultivateur à Saligny-sur-Roudon Maire de Dompierre-sur-Besbre (1919-?)                          |
| 1922                                     | 1931             | François Leboullet (1866-1957)            | PC-SFIC           | Apiculteur, conseiller municipal de Dompierre-sur-Besbre                                                    |
| 1931                                     | 1937             | Benoit Porterat (1894-1958)               | SFIO              | Cultivateur exploitant à Molinet                                                                            |
| 1937                                     | 1940             | François Minard                           | SFIO              | Agriculteur, syndicaliste agricole, maire de Monétay-sur-Loire Révoqué par le Gouvernement de Vichy         |
| 1940                                     |                  |                                           |                   | Les conseils d'arrondissement ont été suspendus par la loi du 12 octobre 1940 et n'ont jamais été réactivés |
| Les données manquantes sont à compléter. |                  |                                           |                   | |

Sources : Archives départementales de l'Allier, rubrique "Presse" - https://archives.allier.fr/archives-en-ligne/presse?arko_default_63e27309704a6--ficheFocus=

### Conseillers départementaux depuis 2015
| Période élective | Période élective | Mandat | Mandat   | Identité        | Nuance | Nuance | Qualité |
| ---------------- | ---------------- | ------ | -------- | --------------- | ------ | ------ | --- |
| 2015             | 2021             | 2015   | 2021     | Valérie Gouby   |        | DVG    | Responsable de service 1re adjointe au maire de Dompierre-sur-Besbre jusqu'en 2020, suppléante du député PCF Jean-Paul Dufrègne (2017-2022)                                                                    |
| 2015             | 2021             | 2015   | 2021     | Alain Lognon    |        | PCF    | Agriculteur Maire de Beaulon depuis 2001 Ancien conseiller général du Canton de Chevagnes (2007-2015) |
| 2021             | 2028             | 2021   | en cours | Fabrice Maridet |        | DVD    | Cadre éducatif 9e vice-président chargé des ressources humaines et de l'administration générale Maire de Saint-Pourçain-sur-Besbre 1er vice-président de la communauté de communes Entr'Allier Besbre et Loire |
| 2021             | 2028             | 2021   | en cours | Isabelle Ussel  |        | DVD    | Ouvrier polyvalent, Diou |

#### Élections de mars 2015
À l'issue du premier tour des élections départementales de 2015, deux binômes sont en ballottage : Valérie Gouby et Alain Lognon (Union de la Gauche, 48,65 %) et Marie-France Augier et Pierre Girard (Union de la Droite, 31 %). Le taux de participation est de 54,12 % (8 572 votants sur 15 838 inscrits) contre 53,8 % au niveau départemental et 50,17 % au niveau national.
Au second tour, Valérie Gouby et Alain Lognon (Union de la Gauche) sont élus avec 57,56 % des suffrages exprimés et un taux de participation de 53,87 % (4 524 voix pour 8 532 votants et 15 837 inscrits).

#### Élections de juin 2021
Le premier tour des élections départementales de 2021 est marqué par un très faible taux de participation (33,26 % au niveau national). Dans le canton de Dompierre-sur-Besbre, ce taux de participation est de 36,14 % (5 537 votants sur 15 320 inscrits) contre 36,56 % au niveau départemental. À l'issue de ce premier tour, deux binômes sont en ballottage : Fabrice Maridet et Isabelle Ussel (DVD, 45,49 %) et Valérie Gouby et Pascal Vernisse (DVG, 40,45 %).
Le second tour des élections est marqué une nouvelle fois par une abstention massive équivalente au premier tour. Les taux de participation sont de 34,3 % au niveau national, 37,8 % dans le département et 39,17 % dans le canton de Dompierre-sur-Besbre. Fabrice Maridet et Isabelle Ussel (DVD) sont élus avec 56,18 % des suffrages exprimés (3 220 voix pour 6 000 votants et 15 319 inscrits),,.

## Composition

### Composition avant 2015
Le canton de Dompierre-sur-Besbre regroupait neuf communes et comptait 8 584 habitants (recensement de 2012, population municipale).
| Nom                              | Code Insee | Codepostal | Superficie (km2) | Population (dernière pop. légale) | Densité (hab./km2) |
| -------------------------------- | ---------- | ---------- | ---------------- | --------------------------------- | ------------------ |
| Dompierre-sur-Besbre (chef-lieu) | 03102      | 03290      | 45,63            | 3 128 (2012)                      | 69                 |
| Coulanges                        | 03086      | 03470      | 23,96            | 315 (2012)                        | 13                 |
| Diou                             | 03100      | 03290      | 24,89            | 1 495 (2012)                      | 60                 |
| Molinet                          | 03173      | 03510      | 25,98            | 1 169 (2012)                      | 45                 |
| Monétay-sur-Loire                | 03177      | 03470      | 31,26            | 281 (2012)                        | 9                  |
| Pierrefitte-sur-Loire            | 03207      | 03470      | 25,36            | 508 (2012)                        | 20                 |
| Saint-Pourçain-sur-Besbre        | 03253      | 03290      | 32,99            | 422 (2012)                        | 13                 |
| Saligny-sur-Roudon               | 03265      | 03470      | 57,77            | 723 (2012)                        | 13                 |
| Vaumas                           | 03300      | 03220      | 34,88            | 543 (2012)                        | 16                 |

### Composition depuis 2015
Le nouveau canton de Dompierre-sur-Besbre compte trente-deux communes.
| Nom                                          | Code Insee | Intercommunalité               | Superficie (km2) | Population (dernière pop. légale) | Densité (hab./km2) | Modifier                                    |
| -------------------------------------------- | ---------- | ------------------------------ | ---------------- | --------------------------------- | ------------------ | ------------------------------------------- |
| Dompierre-sur-Besbre (bureau centralisateur) | 03102      | CC Entr'Allier Besbre et Loire | 45,63            | 2 970 (2022)                      | 65                 | modifier les données · modifier les données |
| Avrilly                                      | 03014      | CC Entr'Allier Besbre et Loire | 11,48            | 137 (2022)                        | 12                 | modifier les données · modifier les données |
| Beaulon                                      | 03019      | CC Entr'Allier Besbre et Loire | 63,98            | 1 640 (2022)                      | 26                 | modifier les données · modifier les données |
| Le Bouchaud                                  | 03035      | CC Entr'Allier Besbre et Loire | 22,55            | 193 (2022)                        | 8,6                | modifier les données · modifier les données |
| La Chapelle-aux-Chasses                      | 03057      | CA Moulins Communauté          | 25,96            | 197 (2022)                        | 7,6                | modifier les données · modifier les données |
| Chassenard                                   | 03063      | CC Le Grand Charolais          | 25,12            | 1 030 (2022)                      | 41                 | modifier les données · modifier les données |
| Chevagnes                                    | 03074      | CA Moulins Communauté          | 49,78            | 635 (2022)                        | 13                 | modifier les données · modifier les données |
| Chézy                                        | 03076      | CA Moulins Communauté          | 36,53            | 214 (2022)                        | 5,9                | modifier les données · modifier les données |
| Coulanges                                    | 03086      | CC Le Grand Charolais          | 23,96            | 292 (2022)                        | 12                 | modifier les données · modifier les données |
| Diou                                         | 03100      | CC Entr'Allier Besbre et Loire | 24,89            | 1 354 (2022)                      | 54                 | modifier les données · modifier les données |
| Le Donjon                                    | 03103      | CC Entr'Allier Besbre et Loire | 37,02            | 1 011 (2022)                      | 27                 | modifier les données · modifier les données |
| Gannay-sur-Loire                             | 03119      | CA Moulins Communauté          | 32,29            | 394 (2022)                        | 12                 | modifier les données · modifier les données |
| Garnat-sur-Engièvre                          | 03120      | CA Moulins Communauté          | 18,74            | 672 (2022)                        | 36                 | modifier les données · modifier les données |
| Lenax                                        | 03142      | CC Entr'Allier Besbre et Loire | 28,25            | 250 (2022)                        | 8,8                | modifier les données · modifier les données |
| Loddes                                       | 03147      | CC Entr'Allier Besbre et Loire | 23,49            | 167 (2022)                        | 7,1                | modifier les données · modifier les données |
| Luneau                                       | 03154      | CC Entr'Allier Besbre et Loire | 27,27            | 269 (2022)                        | 9,9                | modifier les données · modifier les données |
| Lusigny                                      | 03156      | CA Moulins Communauté          | 44,55            | 1 633 (2022)                      | 37                 | modifier les données · modifier les données |
| Molinet                                      | 03173      | CC Le Grand Charolais          | 25,98            | 1 120 (2022)                      | 43                 | modifier les données · modifier les données |
| Monétay-sur-Loire                            | 03177      | CC Entr'Allier Besbre et Loire | 31,26            | 249 (2022)                        | 8,0                | modifier les données · modifier les données |
| Montaiguët-en-Forez                          | 03178      | CC Entr'Allier Besbre et Loire | 22,49            | 285 (2022)                        | 13                 | modifier les données · modifier les données |
| Montcombroux-les-Mines                       | 03181      | CC Entr'Allier Besbre et Loire | 23,42            | 295 (2022)                        | 13                 | modifier les données · modifier les données |
| Neuilly-en-Donjon                            | 03196      | CC Entr'Allier Besbre et Loire | 25,02            | 198 (2022)                        | 7,9                | modifier les données · modifier les données |
| Paray-le-Frésil                              | 03203      | CA Moulins Communauté          | 37,30            | 379 (2022)                        | 10                 | modifier les données · modifier les données |
| Pierrefitte-sur-Loire                        | 03207      | CC Entr'Allier Besbre et Loire | 25,36            | 509 (2022)                        | 20                 | modifier les données · modifier les données |
| Le Pin                                       | 03208      | CC Entr'Allier Besbre et Loire | 21,78            | 431 (2022)                        | 20                 | modifier les données · modifier les données |
| Saint-Didier-en-Donjon                       | 03226      | CC Entr'Allier Besbre et Loire | 32,92            | 245 (2022)                        | 7,4                | modifier les données · modifier les données |
| Saint-Léger-sur-Vouzance                     | 03239      | CC Entr'Allier Besbre et Loire | 18,18            | 259 (2022)                        | 14                 | modifier les données · modifier les données |
| Saint-Martin-des-Lais                        | 03245      | CA Moulins Communauté          | 18,25            | 125 (2022)                        | 6,8                | modifier les données · modifier les données |
| Saint-Pourçain-sur-Besbre                    | 03253      | CC Entr'Allier Besbre et Loire | 32,99            | 368 (2022)                        | 11                 | modifier les données · modifier les données |
| Saligny-sur-Roudon                           | 03265      | CC Entr'Allier Besbre et Loire | 57,77            | 648 (2022)                        | 11                 | modifier les données · modifier les données |
| Thiel-sur-Acolin                             | 03283      | CA Moulins Communauté          | 57,71            | 1 036 (2022)                      | 18                 | modifier les données · modifier les données |
| Vaumas                                       | 03300      | CC Entr'Allier Besbre et Loire | 34,88            | 538 (2022)                        | 15                 | modifier les données · modifier les données |
| Canton de Dompierre-sur-Besbre               | 0305       |                                | 1 006,80         | 19 743 (2022)                     | 20                 | modifier les données                        |

## Démographie

### Démographie avant 2015
| 1962   | 1968   | 1975   | 1982   | 1990  | 1999  | 2006  | 2011  | 2012  |
| ------ | ------ | ------ | ------ | ----- | ----- | ----- | ----- | ----- |
| 10 365 | 10 651 | 10 633 | 10 289 | 9 834 | 9 127 | 8 852 | 8 585 | 8 584 |

### Démographie depuis 2015
En 2022, le canton comptait 19 743 habitants, en évolution de −3,71 % par rapport à 2016 (Allier : −1,38 %, France hors Mayotte : +2,11 %).
| 2013   | 2018   | 2022   |
| ------ | ------ | ------ |
| 20 614 | 20 321 | 19 743 |